# Vrbovec (Horvátország)
 Vrbovec  (régi magyar neve Verbovecz) város és község Horvátországban Zágráb megyében. Közigazgatásilag Banovo, Brčevec, Celine, Cerik, Cerje, Dijaneš, Donji Tkalec, Dulepska, Đivan, Gaj, Gornji Tkalec, Gostović, Graberanec, Graberšćak, Greda, Konak, Krkač, Kućari, Lonjica, Lovrečka Varoš, Lovrečka Velika, Luka, Lukovo, Marenić, Martinska Ves, Naselje Stjepana Radića, Negovec, Novo Selo, Peskovec, Pirakovec, Podolec, Poljana, Poljanski Lug, Prilesje, Samoborec, Savska Cesta, Topolovec, Vrbovečki Pavlovec, Vrhovec és Žunci települések tartoznak hozzá.

## Fekvése
Zágrábtól 36 km-re északkeletre, a megye északkeleti részén fekszik.

## Története
A település fennállásáról szóló első adat 1244-ben keletkezett. IV. Béla király ezen év áprilisában kelt oklevelében megerősíti Kálmán király adománylevelét, melyben "Verbouch" birtokát a szomszédos Rakonokkal (Rakovec) együtt, melyek addig körösi várföldek volt Junk ispánnak adja. Verbovec plébániatemplomát 1338-ban említik először. 1398-ban Luxemburgi Zsigmond a két birtokot egyesítve hűtlenség címén elvette addigi birtokosaitól és hívének Albeni Eberhard zágrábi püspöknek adományozta. 1436-ban az uradalmat a Cillei grófok vásárolták meg és 1461-ig maradt a család birtokában. Rakonok és Verbovec ezután Vitovec János báné majd fiaié, akiktől Mátyás király hűtlenség miatt elvette. 1489-ben fiának Corvin Jánosnak adta, ezután pedig Mária királynéé, II. Lajos feleségéé lett. A mohácsi csatát követően I. Ferdinánd Karlovich János bánnak adományozta. 1528-ban már említik Vebovec várkastélyát, melyet valószínűleg nem sokkal előbb a török ellen építettek. 1531-ben az uradalom birtokosa Zrínyi Miklós lett és 160 évig a család birtokában maradt. A horvát szábor 1554-ben hozott határozatával utasította Körös vármegye népét, hogy kezdjék meg azon fatörzsek kivágását, melyeket Verbovec erődítéseihez kell felhasználni. 1591-ben a török rövid időre Verbovec várát is elfoglalta és felgyújtotta. Ezután a várkastélyt teljesen újjáépítették, erődítéseit pedig a kastélyt övező paliszád kivételével fa helyett már kőből építették meg. A Zrínyiek kihalása után a birtok tulajdonosa a zágrábi káptalan és Batthyányi Ádám horvát bán lett. 1710-ben az uradalmat Patacsich Boldizsár vásárolta meg. Az 1755-ös parasztfelkelésben a parasztok Verbovec várkastélyát is felégették. Ezután Patacsichok az egykori vár egyik szárnyán, egy új, téglából épített kastélyt építtettek. Az új kastély szabályos téglalap alaprajzú, egyszintes építmény, lényegében ma is áll. A régi várkastély maradványai azonban teljesen eltűntek, helyét egy kisebb magaslat jelzi, melyen az új kastély parkja és a település plébániatemploma található. 1769-ben a Patacsichok megalapították a település első népiskoláját, 1800 körül pedig már postája is volt. 1834-ben Patacsich Eleonóra grófnő halála után a birtok újra a kincstáré lett. Fejlődésében nagy szerepet játszott, hogy 1870-ben bekapcsolták a vasúti forgalomba. 

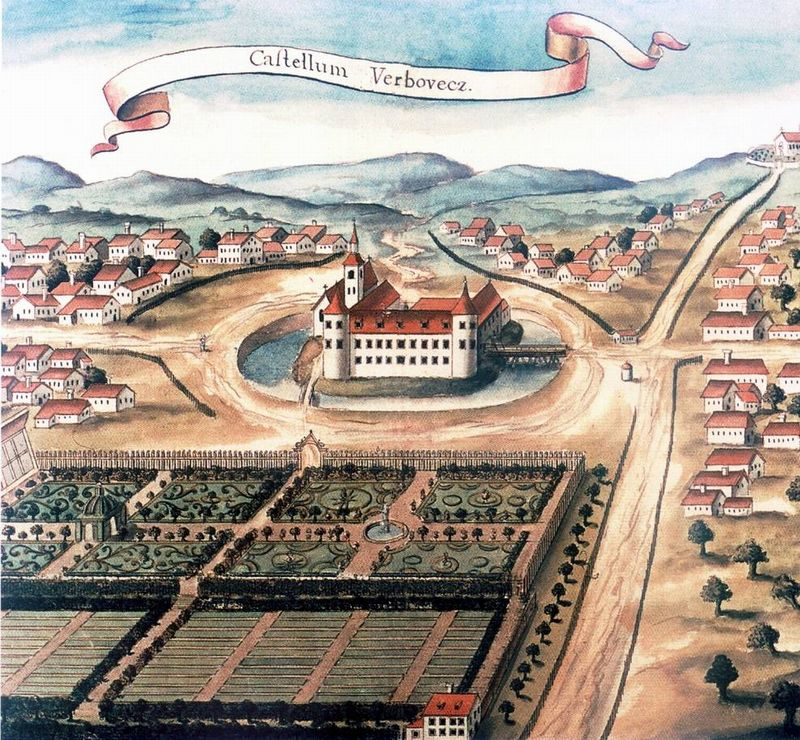
Verbovec várkastélya 1740-ben.

A városnak 1857-ben 781, 1910-ben 1713 lakosa volt. Trianonig Belovár-Kőrös vármegye Kőrösi járásához tartozott. 2001-ben a községnek 14658, a városnak magának 4862 lakosa volt.

## Lakosság

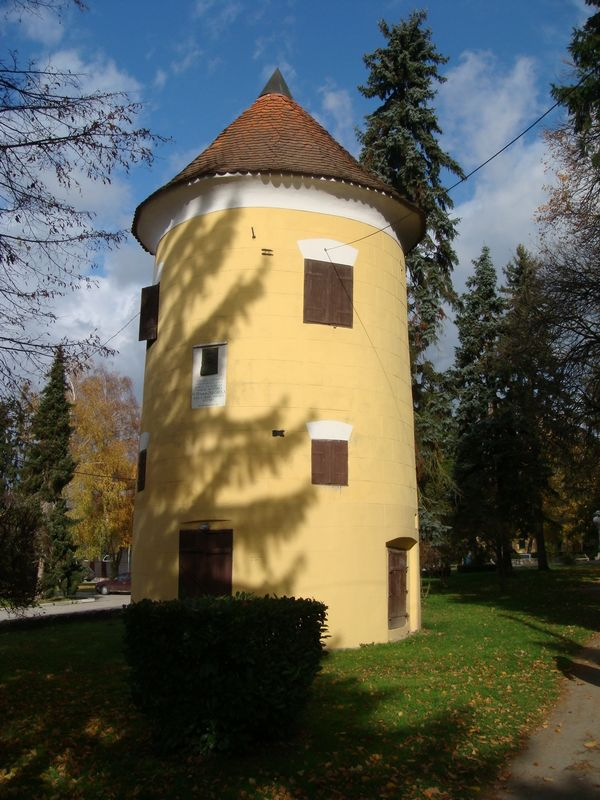
A Zrínyi Péter-torony, a régi várkastély maradványa.

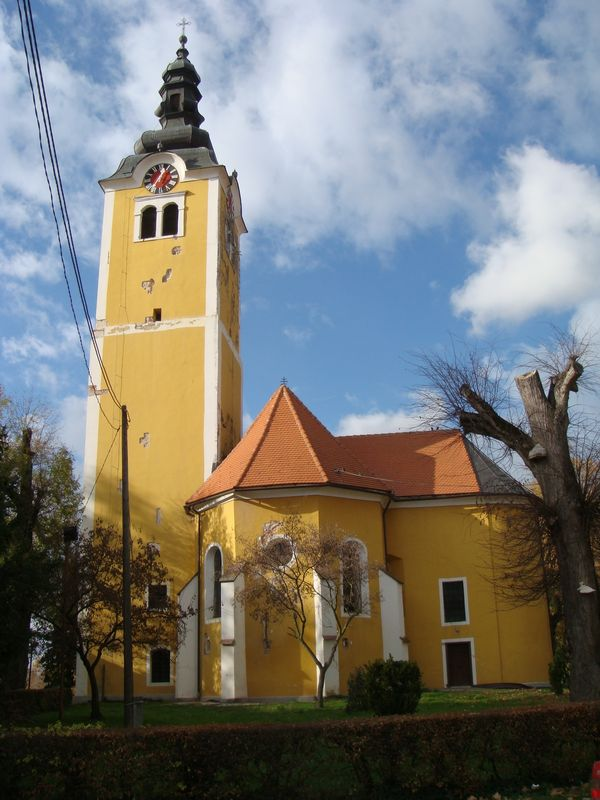
A Szent Vid plébániatemplom

| Lakosság változása | Lakosság változása | Lakosság változása | Lakosság változása | Lakosság változása | Lakosság változása | Lakosság változása | Lakosság változása | Lakosság változása | Lakosság változása | Lakosság változása | Lakosság változása | Lakosság változása | Lakosság változása | Lakosság változása |
| ------------------ | ------------------ | ------------------ | ------------------ | ------------------ | ------------------ | ------------------ | ------------------ | ------------------ | ------------------ | ------------------ | ------------------ | ------------------ | ------------------ | ------------------ |
| 1857               | 1869               | 1880               | 1890               | 1900               | 1910               | 1921               | 1931               | 1948               | 1953               | 1961               | 1971               | 1981               | 1991               | 2001               |
| 781                | 1018               | 1107               | 1315               | 1525               | 1713               | 1655               | 1674               | 1686               | 1759               | 1911               | 2456               | 3400               | 4149               | 4862               |

## Nevezetességei
- Verbovec várkastélya a Patacsich-kastély[3] felújítva, irodaházként hasznosítva ma is áll. A várkastélyt eredetileg 1528 körül a török ellen építették. 1591-ben a török, 1755-ben a felkelő parasztok gyújtották fel. A régi kastélyból mára csak egy torony maradt, mely Zrínyi Péter nevét viseli. A ma is álló kastélyt 1755 után építtette fel a Patacsich család barokk stílusban. Ma irodaház és kulturális központ, benne működik a városi fúvószenekar és a helyi rádió is.
- A város központjában áll a Szent Vid tiszteletére szentelt plébániatemplom.[4] A templomot már 1338-ban említik, de később barokk stílusban építették át. Különösen értékesek barokk oltárai, fából készített nagy feszülete, egy 1722-ból származó kehely és egy 1725-ben készített talpas feszület. Harangjait 1803-ban Zágrábban és 1846-ban Varasdon öntötték.
- A plébánia épülete 1818-ban épült Patacsich Eleonóra grófnő adományából barokk-klasszicista stílusban.[5] Négyszög alaprajzú, egyemeletes épület, boltozott alagsorral, míg a földszinti helyiségek egy központi folyosóról nyílnak. A belső dekoráció díszei részben fennmaradtak. Közelében több szép 19. századi lakóház áll.
- A de Piennes család mauzóleuma[6] Hugo Ehrlich és Viktor Kovačić zágrábi építészek tervei szerint épült. Itt nyugszik az 1911-ben elhunyt Eugène d'Halwin de Piennes francia márki és mecénás. A mauzóleum svéd gránitból épült és különösen híres a kupolája, melyet 24 karátos arany mozaikkal díszítettek.
- A Háromkirályok kápolna[7] egy barokk temetőkápolna, amelynek építése 1713-ra nyúlik vissza. A háromkaréjos épület ritka példája. Az egyhajós épület kereszt alaprajzát a félköríves oldalkápolnák adják, amelyek a hajó két oldalán találhatók. Szentélye félköríves, mellette található a sekrestye. A főhomlokzaton található a harangtorony. A teljes kápolna boltozva van, barokk berendezése is részben fennmaradt.
- Szűz Mária kápolna.
- A Zrínyi tér 5. szám alatti lakóház.

## Híres emberek
- Verbócz várkastélyában született 1621. június 6-án Zrínyi Péter horvát bán, költő és hadvezér, Zrínyi Miklós horvát bán, költő és hadvezér testvére, Zrínyi Ilona édesapja.
- Itt született 1538. június 9-én Antun Vramec teológiai doktor, zágrábi kanonok, költő.